# Tom Sommerlatte (Manager)
Tom W. H. A. Sommerlatte (* 1938 in Dessau) ist ein deutscher Manager, Unternehmensberater, Hochschullehrer und Maler. Bekannt wurde er unter anderem als Chairman der Unternehmensberatung Arthur D. Little. Als Consultant befasste er sich vor allem mit strategischem Innovationsmanagement. Seit seinem Ausscheiden bei Arthur D. Little widmet er sich der Malerei und der Schriftstellerei.

## Leben
Sommerlatte studierte Chemie und chemische Verfahrenstechnik an der FU Berlin, in Rochester, in New York und an der Université de Paris. 1964 erlangte er sein Diplom in Chemie an der FU Berlin. Er promovierte an der Université de Paris im Jahr 1968 mit einer Arbeit aus der chemischen Verfahrenstechnik. Anschließend forschte er auf den Gebieten der Künstlichen Intelligenz und des Wissensmanagements bei der Studiengruppe für Systemforschung in Heidelberg.
Am Europäischen Institut für Unternehmensführung (INSEAD) im französischen Fontainebleau studierte er anschließend weiter Betriebswirtschaft, wo er schließlich einen Abschluss als Master of Business Administration (MBA) erlangte. Sommerlatte trat anschließend als Consultant bei der Firma Arthur D. Little in Brüssel ein, einer der großen internationalen Unternehmensberatungen.
Als 1973 eine deutsche Niederlassung von Arthus D. Little in Wiesbaden eröffnet wurde, wurde Sommerlatte dorthin entsandt. 1976 wurde er Mitglied des Europäischen Direktorats von Arthur D. Little und 1983 Managing Director für Deutschland, Österreich und die Schweiz.
1991 wurde ihm die Leitung aller europäischen Aktivitäten der Firma übertragen. 1997 wurde er schließlich Chairman von Arthur D. Little, seit 2008 ist er dem Unternehmen als „Senior Advisor“ verbunden. Sommerlatte edierte und verfasste zahlreiche Beiträge und Bücher vor allem zu den Themen Innovationsmanagement.
Sommerlatte lebt seit 1973 in Engenhahn bei Wiesbaden. Mit seiner aus Frankreich stammenden Frau Christine hat er 11 Kinder. Auch als Vater einer Großfamilie wurde er mehrfach von Medien interviewt.
Von 1997 bis 2007 war er Honorarprofessor für Systems Design an der Universität Kassel.

## Tätigkeit als Künstler
Während seines Studiums in Berlin nahm Sommerlatte an Kunstklassen an der Hochschule für Bildende Künste in Berlin teil (bei Peter Janssen und Hans Uhlmann). Im Jahr 1978 trat Sommerlatte der Wiesbadener „Künstlergruppe 50“ bei; seither ist er regelmäßig auf Ausstellungen der Gruppe vertreten. Er ist Mitglied des Bundesverbandes Bildender Künstlerinnen und Künstler, (BBK) und Mitglied des „Kuratoriums der Freunde der Kunst“ im Museum Wiesbaden.
Er malt in seinen Ateliers in Engenhahn und in St. Palais-sur-Mer, Frankreich.

## Publikationen als Künstler
Grafik-Editionen
- Die Entdeckung eines neuen Kontinents zwischen Luxemburg und Belgien
- Um ihrer bedrohten Sache willen solidarisieren sich die Einzelgänger
- Die unaufhaltsame Vergrößerung des Details im Augenblick des Vergessens

Buchveröffentlichungen
- Mehrere Romane und Novellen (Die Erdwürmer, Die Brüder, Grillen)
- Szenarien (Scenario einer Suche nach dem, worum es geht; Oh Odessa: Die Sehnsucht bleibt)